# Бад-Висзе
Бад-Висзе (нем. Bad Wiessee) — община в Германии, курорт, расположена в земле Бавария, на берегу озера Тегернзе.
Подчиняется административному округу Верхняя Бавария. Входит в состав района Мисбах.  Население составляет 4640 человек (на 31 декабря 2010 года). Занимает площадь 32,79 км².

## История
30 июня 1934 в Бад-Висзе было начато осуществление Ночи длинных ножей.

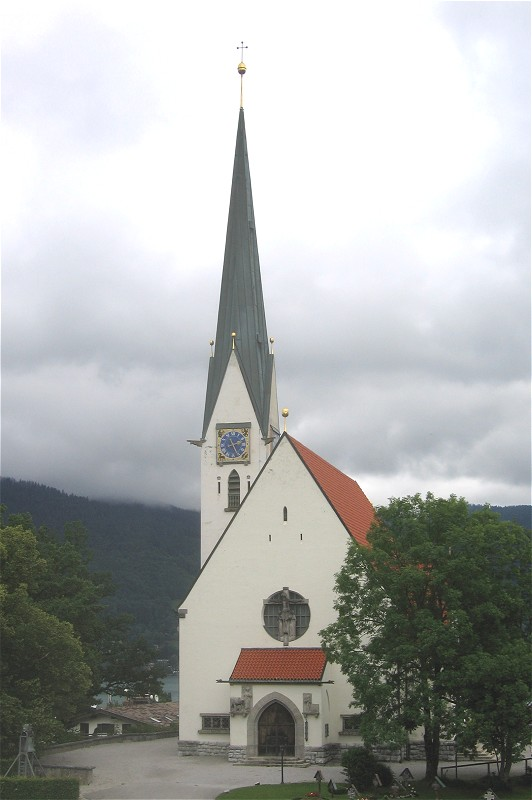
Бад-Висзе